# Liste der Rektoren der Veterinärmedizinischen Universität Wien
Die Liste der Rektoren der Veterinärmedizinischen Universität Wien listet alle Direktoren (bis 1897) und Rektoren der Veterinärmedizinischen Universität Wien ab der Gründung im Jahr 1765 als K.k. Pferde-Curen- und Operationsschule auf.

## K.k. Pferde-Curen- und Operationsschule (1765–1777)
- 1765 bis 1777: Ludwig Scotti (1728–1806)[1][2]

## K.k. Thierspital (1777–1795)
- 1777 bis 1795 Johann Gottlieb Wolstein (1738–1820)[4]

## K.k. Militair-Thierarzneyschule (1795–1896)
- 1795 bis 1806: Johann Knobloch
- 1806 bis 1808: Ignaz Josef Pessina von Czechorod (1766–1808)[5]
- 1809 bis 1812: Ubald Fechner
- 1812 bis 1815: Ferdinand Bernhard Vietz (1772–1815)[6]
- 1816 bis 1821: Johann Emanuel Veith (1787–1876)[7]
- 1821 bis 1833: Johann Lidl
- 1834 bis 1852: Franz Eckel
- 1853 bis 1879: Moritz Friedrich Röll (1818–1907)[8]
- 1879 bis 1888: Franz Müller (1817–1905)[9]
- 1888 bis 1892: Leopold Forster
- 1892 bis 1908: Josef Bayer (1847–1925)[10]

## K.k. Militär-Tierarzneiinstitut und Tierärztliche Hochschule (1897–1905)
- 1892 bis 1908: Josef Bayer (erster ernannter Rektor, 1897)[10]

## Tierärztliche Hochschule (1905–1975)
- 1892 bis 1908: Josef Bayer[10]
- 1909 bis 1911: Armin Tschermak-Seysenegg (erster gewählter Rektor)[11]
- 1911 bis 1913: Theodor Schmidt
- 1913 bis 1915: Theodor Panzer
- 1915 bis 1917: Gustav Günther (1868–1935)[12]
- 1917 bis 1919: Rudolf Hartl (1868–1943)[13]
- 1919 bis 1921: Leopold Reisinger
- 1921 bis 1923: Carl Schwarz-Wendl (1876–1953)[14]
- 1923 bis 1925: Josef Schnürer
- 1925 bis 1927: Karl Škoda (1872–1930)
- 1927 bis 1929: Karl Keller
- 1929 bis 1931: Carl Schwarz-Wendl
- 1931 bis 1933: David Wirth
- 1933 bis 1935: Hermann Jansch
- 1935 bis 1937: Franz Zeribnicky
- 1937 bis 1942: Franz Benesch (1892–1974)[15]
- 1942 bis 1945: Otto Krölling
- 1946 bis 1948: Ferdinand Habacher (1881–1971)[16]
- 1948 bis 1950: Leopold Karl Böhm (1886–1958)[17]
- 1950 bis 1952: Ottokar Hans Henneberg (1891–1965)[18]
- 1952 bis 1954: Karl Diernhofer (1895–1980)[19]
- 1954 bis 1956: Erwin Gratzl
- 1956 bis 1958: Josef Schreiber
- 1958 bis 1959: Otto Überreiter[20]
- 1959 bis 1962: Michael-Karl Zacherl
- 1962 bis 1963: Josef Michalka
- 1963 bis 1965: Alfred Kment
- 1965 bis 1967: Michael-Karl Zacherl
- 1967 bis 1969: Rudolf Supperer
- 1969 bis 1971: Harro Köhler
- 1971 bis 1974: Oskar Prändl[21]
- 1974 bis 1977: Oskar Schaller

## Veterinärmedizinische Universität (seit 1975)
- 1974 bis 1977: Oskar Schaller
- 1977 bis 1979: Kurt Arbeiter
- 1979 bis 1981: Hermann Willinger
- 1981 bis 1983: Oskar Schaller
- 1983 bis 1985: Walter Schleger (1929–1999)
- 1985 bis 1987: Ernst Brandl
- 1987 bis 1991: Oskar Schaller
- 1991 bis 1995: Elmar Bamberg
- 1995 bis 2001: Josef Leibetseder
- 2001 bis 2010: Wolf-Dietrich von Fircks-Burgstaller (* 1948)
- 2010 bis Mai 2016: Sonja Hammerschmid (* 1968)
- Juni 2016 bis April 2025: Petra Winter (* 1966)
- seit dem 15. April 2025: Matthias Gauly[22][23]